# 고토 (악기)

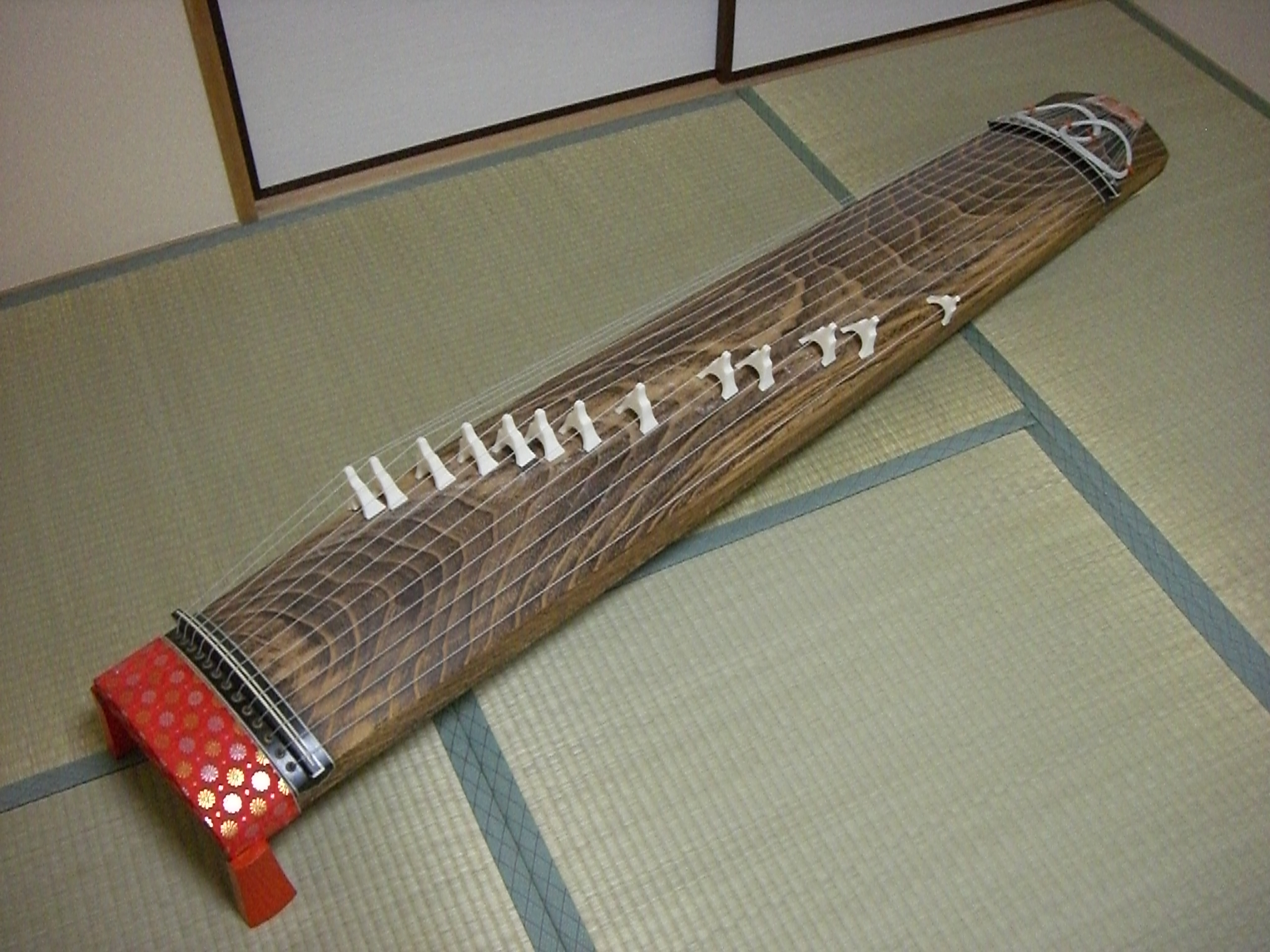
고토

고토(箏, こと)는 중국의 쟁에 기원을 둔 일본의 현악기이다. 한국의 가야금과 흡사하다. 현의 개수에 따라 13현, 17현, 21현 등으로 분류된다. 헤이안 시대까지 기원이 올라간다.
오키나와의 전통악기 가운데 하나인 쿠투(筝, クトゥ)는 일본의 고토가 전해진 악기지만, 기법 등이 차이가 있어 일본 본토의 고토와 구분하여 류큐고토(琉球筝), 오키나와코토(沖縄筝)로 구분해서 호칭하기도 한다.

## 같이 보기
- 이 소리에 모여!